# MTV Movie Awards 2011
La 20ª edizione degli MTV Movie Awards si è svolto il 5 giugno 2011 al Gibson Amphitheatre di Los Angeles, in California, ed è stata presentata da Jason Sudeikis.
Le nomination sono state comunicate il 3 maggio 2011.

## Performance musicali
- Foo Fighters - Walk
- Lupe Fiasco e Trey Songz - Out of My Head
- Lupe Fiasco - The Show Goes On

## Vincitori e candidati
I vincitori sono indicati in grassetto.

### Miglior film (Best Movie)
- The Twilight Saga: Eclipse, regia di David Slade
- Il cigno nero (Black Swan), regia di Darren Aronofsky
- Harry Potter e i Doni della Morte - Parte 1 (Harry Potter and the Deathly Hallows: Part 1), regia di David Yates
- Inception, regia di Christopher Nolan
- The Social Network, regia di David Fincher

### Miglior performance maschile (Best Male Performance)
- Robert Pattinson - The Twilight Saga: Eclipse
- Daniel Radcliffe - Harry Potter e i Doni della Morte - Parte 1 (Harry Potter and the Deathly Hallows: Part 1)
- Jesse Eisenberg - The Social Network
- Taylor Lautner - The Twilight Saga: Eclipse
- Zac Efron - Segui il tuo cuore (Charlie St. Cloud)

### Miglior performance femminile (Best Female Performance)
- Kristen Stewart - The Twilight Saga: Eclipse
- Emma Stone - Easy Girl (Easy A)
- Emma Watson - Harry Potter e i Doni della Morte - Parte 1 (Harry Potter and the Deathly Hallows: Part 1)
- Jennifer Aniston - Mia moglie per finta (Just Go With It)
- Natalie Portman - Il cigno nero (Black Swan)

### Miglior performance rivelazione (Best Breakout Star)
- Chloë Grace Moretz - Kick-Ass
- Andrew Garfield - The Social Network
- Hailee Steinfeld - Il Grinta (True Grit)
- Jay Chou - The Green Hornet
- Olivia Wilde - Tron: Legacy
- Xavier Samuel - The Twilight Saga: Eclipse

### Miglior performance comica (Best Comedic Performance)
- Emma Stone - Easy Girl (Easy A)
- Adam Sandler - Mia moglie per finta (Just Go With It)
- Ashton Kutcher - Amici, amanti e... (No Strings Attached)
- Russell Brand - In viaggio con una rock star (Get Him to the Greek)
- Zach Galifianakis - Parto col folle (Due Date)

### Miglior cattivo (Best Villain)
- Tom Felton - Harry Potter e i Doni della Morte - Parte 1 (Harry Potter and the Deathly Hallows: Part 1)
- Christoph Waltz - The Green Hornet
- Leighton Meester - The Roommate - Il terrore ti dorme accanto
- Mickey Rourke - Iron Man 2
- Ned Beatty - Toy Story 3 - La grande fuga (Toy Story 3)

### Miglior bacio (Best Kiss)
- Kristen Stewart e Robert Pattinson - The Twilight Saga: Eclipse
- Ellen Page e Joseph Gordon-Levitt - Inception
- Emma Watson e Daniel Radcliffe - Harry Potter e i Doni della Morte - Parte 1 (Harry Potter and the Deathly Hallows: Part 1)
- Kristen Stewart e Taylor Lautner - The Twilight Saga: Eclipse
- Natalie Portman e Mila Kunis - Il cigno nero (Black Swan)

### Miglior combattimento (Best Fight)
- Robert Pattinson contro Bryce Dallas Howard e Xavier Samuel - The Twilight Saga: Eclipse
- Amy Adams contro le sorelle - The Fighter
- Chloë Grace Moretz contro Mark Strong - Kick-Ass
- Daniel Radcliffe, Emma Watson e Rupert Grint contro i Mangiamorte (Rod Hunt e Arden Bajraktaraj) - Harry Potter e i Doni della Morte - Parte 1 (Harry Potter and the Deathly Hallows: Part 1)
- Joseph Gordon-Levitt contro l'aggressore nel corridoio - Inception

### Performance più terrorizzante (Best Scared-As-S**t Performance)
- Ellen Page - Inception
- Ashley Bell - L'ultimo esorcismo (The Last Exorcism)
- Jessica Szohr - Piranha 3D
- Minka Kelly - The Roommate - Il terrore ti dorme accanto
- Ryan Reynolds - Buried - Sepolto (Buried)

### Miglior superduro (Biggest Badass Star)
- Chloë Grace Moretz - Kick-Ass
- Alex Pettyfer - Beastly e Sono il Numero Quattro (I Am Number Four)
- Jaden Smith - The Karate Kid - La leggenda continua (The Karate Kid)
- Joseph Gordon-Levitt - Inception
- Robert Downey Jr. - Iron Man 2

### Miglior momento "Ma che ca...!" (Best Jaw Dropping Moment)
- Justin Bieber - Justin Bieber: Never Say Never
- James Franco - 127 ore (127 Hours)
- Leonardo DiCaprio e Ellen Page - Inception
- Natalie Portman - Il cigno nero (Black Swan)
- Steve-O - Jackass 3D

### Miglior battuta (Best Line From a Movie)
- «I want to get chocolate wasted!» (Alexys Nycole Sanchez) - Un weekend da bamboccioni (Grown Ups)
- «There's a higher power that will judge you for your indecency.» «Tom Cruise?» (Amanda Bynes ed Emma Stone) - Easy Girl (Easy A)
- «If you guys were the inventors of Facebook, you'd have invented Facebook.» (Jesse Eisenberg) - The Social Network
- «...A million dollars isn't cool. You know what's cool?» «A billion dollars. And that shut everybody up.» (Justin Timberlake ed Andrew Garfield) - The Social Network
- «You mustn't be afraid to dream a little bigger darling.» (Tom Hardy) - Inception

### Miglior attore latino (Best Latino Actor)
- Alexa Vega - From Prada to Nada
- Danny Trejo - Machete
- Benjamin Bratt - La Mission
- Jennifer Lopez - Piacere, sono un po' incinta (The Back-up Plan)
- Zoe Saldana - The Losers
- Rosario Dawson - Unstoppable - Fuori controllo (Unstoppable)

### MTV Generation Award
- Reese Witherspoon